# Kimura Masaaki
Kimura Masaaki (木村 政昭 Mộc Thôn Chính Chiêu, sinh ngày 6 tháng 11 năm 1940) là một Giáo sư danh dự từ Khoa Khoa học của Đại học Ryukyu, Okinawa, Nhật Bản.

## Tiểu sử
Kimura Masaaki tốt nghiệp ngành Khoa học tại Khoa Thủy sản của Đại học Tokyo (1963) và lấy bằng Tiến sĩ địa chất biển (1968). Ông từng công tác tại Viện Nghiên cứu Hải dương của Đại học Tokyo, Cục Khảo sát Địa chất Nhật Bản, Cơ quan Khoa học và Công nghệ Công nghiệp của Bộ Thương mại Quốc tế và Công nghiệp Nhật Bản, và Đài thiên văn Mặt đất Lamont-Doherty của Đại học Columbia. Ông đảm nhận việc giảng dạy tại Đại học Ryukyu từ năm 1977 đến 2002.  Kimura nghỉ hưu từ trường đại học đó và hiện là Tổng giám đốc của  Hội Nghiên cứu Di sản Văn hóa và Khoa học Biển.

## Nghiên cứu
Chuyên ngành của ông là địa chất biển, địa vật lý, địa chấn học, núi lửa học và khảo cổ học biển. Ông đã nghiên cứu rộng về sự hình thành củaTrũng Okinawa, và tuyên bố đã dự đoán các vụ phun trào núi lửa ở đảo Miyake (1983), Izu Ōshima (1986), và núi Unzen (1991).
Ngoài nghiên cứu địa chất, Kimura còn được cả thế giới biết đến nhờ khám phá các công trình kiến trúc dưới nước mà ông tuyên bố là tàn tích của một nền văn minh cổ đại. Những cấu trúc dạng này được các thợ lặn địa phương nhận dạng vào năm 1988. Năm 1992, ông tập trung nghiên cứu cái gọi là Đài tưởng niệm Yonaguni và các thành hệ khác ngoài khơi Yonaguni, cực tây của Ryukyu.  Trong một báo cáo được đưa ra cho Đại hội Khoa học Thái Bình Dương lần thứ 21 vào năm 2007, ông cho rằng nó được xây dựng từ 2.000 đến 3.000 năm trước khi mực nước biển gần với mức hiện tại.

## Ấn phẩm
1. Kimura, Masaaki (1976). "Major Magmatic Activity as a Key to Predicing Large Earthquakes Along the Sagami Trough, Japan". Nature. Quyển 260 số 5547. tr. 131–133. Bibcode:1976Natur.260..131K. doi:10.1038/260131b0.
2. "Geological Structure of the Izu Ogasawara Arc and Trench". 1976. {{Chú thích tạp chí}}: Chú thích magazine cần |magazine= (trợ giúp)
3. "Significant Eruptive Activities Related to Large Interplate Earthquakes in the Northwestern Pacific Margin". 1978. {{Chú thích tạp chí}}: Chú thích magazine cần |magazine= (trợ giúp)
4. "Volcanism and Seismicity in the Kyushu and Ryukyu Islands Areas". 1978. {{Chú thích tạp chí}}: Chú thích magazine cần |magazine= (trợ giúp)
5. "Submarine Geology around the Southern Ryukyu Islands, with Special Reference to the Okinawa Trough". 1979. {{Chú thích tạp chí}}: Chú thích magazine cần |magazine= (trợ giúp)
6. "Submarine Tectonics Around the Japanese Islands, with Special Reference to Tectonics of the Sagami Trough". 1979. {{Chú thích tạp chí}}: Chú thích magazine cần |magazine= (trợ giúp)
7. "Backarc Volcanism and rifting in the Okinawa trough". Marine and Petroleum Geology. Quyển 2. 1981. tr. 222–240. doi:10.1016/0264-8172(85)90012-1.
8. "Formation of the Okinawa Trough". 1985. {{Chú thích tạp chí}}: Chú thích magazine cần |magazine= (trợ giúp)
9. "Okinawa Trough genesis: structure and evolution of a backarc basin developed in a continent". 1985. {{Chú thích tạp chí}}: Chú thích magazine cần |magazine= (trợ giúp)
10. "Back Arc Rifting in the Okinawa Trough". 1986. {{Chú thích tạp chí}}: Chú thích magazine cần |magazine= (trợ giúp)
11. "Okinawa Trough Genesis: Structure and Evolution of a Backarc Basin Developed in a Continent". 1986. {{Chú thích tạp chí}}: Chú thích magazine cần |magazine= (trợ giúp)
12. "Origin of the Okinawa Trough". 1986. {{Chú thích tạp chí}}: Chú thích magazine cần |magazine= (trợ giúp)
13. "The Okinawa Trough: Genesis of a Back arc Basin Developing Continental Margin". 1986. {{Chú thích tạp chí}}: Chú thích magazine cần |magazine= (trợ giúp)
14. Sibuet, Jean-Claude; Masaaki Kimura; và đồng nghiệp (1987). "Back arc extension in the Okinawa Trough". Journal of Geophysical Research. Quyển 92 số B13. tr. 14041–14063. Bibcode:1987JGR....9214041S. doi:10.1029/JB092iB13p14041.
15. "Geostructure of the Okinawa Trough". 1988. {{Chú thích tạp chí}}: Chú thích magazine cần |magazine= (trợ giúp)
16. "Submarine Geology of the Nansei Islands". Modern Geology. 1988.
17. "Major and trace element chemistry and D/H, 18O/16O, 87Sr/86Sr and 143Nd/144Nd ratios of rocks from the spreading center of the Okinawa Trough, a marginal back arc basin". 1991. {{Chú thích tạp chí}}: Chú thích magazine cần |magazine= (trợ giúp)
18. "Morphology and Geology of the Magellan Trough Area in the Central Pacific". 1992. {{Chú thích tạp chí}}: Chú thích magazine cần |magazine= (trợ giúp)
19. "Origin of the Magnetic Anomalies in the Southern Okinawa Trough". 1992. {{Chú thích tạp chí}}: Chú thích magazine cần |magazine= (trợ giúp)
20. "Relationship between the West Pacific Rift System and mid oceanic ridges". 1992. {{Chú thích tạp chí}}: Chú thích magazine cần |magazine= (trợ giúp)
21. "Tectonic Evolution of the East China Sea and the Okinawa Trough". 1992. {{Chú thích tạp chí}}: Chú thích magazine cần |magazine= (trợ giúp)
22. Science on Eruptions and Earthquakes. Ronso-sha. 1993.
23. Volcanic Belts and Volcano-Tectonic Structure of the East Asia. Geological Committee for Mineral Resources of the Russian Federation Government Far Eastern Research Institute of Raw Materials. 1993.
24. Prediction of the shock. Seishun-shuppan. 1994.
25. "Active Rift System in the Okinawa Trough and Its Northeastern Continuation". 1995. {{Chú thích tạp chí}}: Chú thích magazine cần |magazine= (trợ giúp)
26. "Quaternary Paleo-Geography of the Ryukyu Arc". Journal of Geography. Quyển 105 số 3. 1996.
27. "Construction and breakup of the Ryukyu Landbridge and their tectonic implications as derived from precise bottom topography and regional gravity anomaly in the southwestern part of the Japanese islands". 1996. {{Chú thích tạp chí}}: Chú thích magazine cần |magazine= (trợ giúp)
28. "Neotectonic development of the Okinawa Trough and the Ryukyu Arc". 1996. {{Chú thích tạp chí}}: Chú thích magazine cần |magazine= (trợ giúp)
29. Kimura, Masaaki (1996). "Ryukyu in the Late Quaternary". Journal of  Geography (bằng tiếng Nhật). Quyển 105 số 3. tr. 261–268.
30. "Seismicity and Crustal Movement of Ryukyu Arc". 1997. {{Chú thích tạp chí}}: Chú thích magazine cần |magazine= (trợ giúp)
31. "Surface Deformation and Origin of Large Scale Tsunami in the Southwesternmost Part of the Ryukyu Arc". 1997. {{Chú thích tạp chí}}: Chú thích magazine cần |magazine= (trợ giúp)
32. A Continent Lost in the Pacific Ocean - Riddle of the Submarine Ruins in the Ryukyu Islands - Tokyo 1998
33. "Geochemical and Sr Nd isotopic characteristics of volcanic rocks from the Okinawa Trough and Ryukyu Arc: Implications for the evolution of a young, intracontinental back arc basin". 1999. {{Chú thích tạp chí}}: Chú thích magazine cần |magazine= (trợ giúp)
34. "Ancient Megalithic Construction Beneath the Sea off Ryukyu Islands in Japan, Submerged by Post Glacial Sea level Change". 2004. {{Chú thích tạp chí}}: Chú thích magazine cần |magazine= (trợ giúp)
35. "Statistical analysis of time distance relationship between volcanic eruptions and great earthquakes in Japan". 2004. {{Chú thích tạp chí}}: Chú thích magazine cần |magazine= (trợ giúp)
36. "Frequency Attribute Study of Seismic Data". 2005. {{Chú thích tạp chí}}: Chú thích magazine cần |magazine= (trợ giúp)
37. "The Mid Niigata Prefecture Earthquake in 2004: A view from Statistical Analysis". 2005. {{Chú thích tạp chí}}: Chú thích magazine cần |magazine= (trợ giúp)
38. Matsumoto Tsuyoshi; Shinjo Ryuichi; Nakamura Mamoru; Omori Tamotsu; Li Shoko; Kyo Konju; Sibuet Jean-Claude; Imamura Makiko; Ishii Toshie (2005). "New topographic map of the southwestern Okinawa Trough". Shinkai Shinpojiumu Yokoshu. Quyển 21. tr. 115–116.
39. "Submarine, across arc normal fault system in the southwest Ryukyu Arc: trigger of the 1771 tsunami hazard?". 2006. {{Chú thích tạp chí}}: Chú thích magazine cần |magazine= (trợ giúp)
40. Diving Survey Report for Submarine Ruins Off Yonaguni, Japan
41. Masaaki Kimura. "Sunken Citadel off Yonaguni Island". Ancient American. Quyển 6 số 39.